# Kanton Champagney

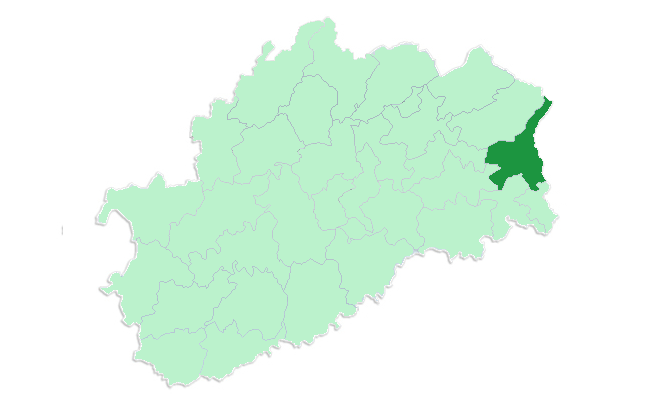
Kanton Champagney in einer Karte hervorgehoben

Der Kanton Champagney war bis 2015 ein französischer Wahlkreis im Arrondissement Lure, im Département Haute-Saône und in der Region Franche-Comté. Sein Hauptort war Champagney.

## Gemeinden
Der Kanton bestand aus neun Gemeinden:
| Gemeinde             | Einwohner | Code postal | Code Insee |
| -------------------- | --------- | ----------- | ---------- |
| Champagney           | 3310      | 70290       | 70120      |
| Clairegoutte         | 441       | 70200       | 70157      |
| Échavanne            | 200       | 70400       | 70205      |
| Errevet              | 227       | 70400       | 70215      |
| Frahier-et-Chatebier | 1038      | 70400       | 70248      |
| Frédéric-Fontaine    | 182       | 70200       | 70254      |
| Plancher-Bas         | 1637      | 70290       | 70413      |
| Plancher-les-Mines   | 1064      | 70290       | 70414      |
| Ronchamp             | 2965      | 70250       | 70451      |

## Bevölkerungsentwicklung
| 1962 | 1968   | 1975   | 1982   | 1990   | 1999   |
| ---- | ------ | ------ | ------ | ------ | ------ |
| 9832 | 10.187 | 10.415 | 11.212 | 11.205 | 11.064 |